# Pterostichus barbarinus
Pterostichus barbarinus är en skalbaggsart som beskrevs av Thomas Casey. Pterostichus barbarinus ingår i släktet Pterostichus och familjen jordlöpare. Inga underarter finns listade i Catalogue of Life.